# Reinhold Hintermaier
Reinhold Hintermaier (ur. 14 lutego 1956 w Altheim) – austriacki piłkarz grający na pozycji pomocnika.

## Kariera klubowa
Karierę piłkarską Hintermaier rozpoczął w klubie SK Altheim. Następnie przeszedł do SK VÖEST Linz. W sezonie 1973/1974 zadebiutował w jego barwach w austriackiej Bundeslidze i w swoim debiutanckim sezonie został mistrzem Austrii. W 1975 roku wywalczył z SK VÖEST wicemistrzostwo Austrii, a w 1978 roku zdobył z nim Puchar Austrii.
Latem 1979 roku Hintermaier przeszedł do 1. FC Nürnberg. 28 lipca 1979 zadebiutował w 2. Bundeslidze w przegranym 1:4 wyjazdowym meczu z 1. FC Saarbrücken. W 1980 roku wywalczył z Nürnberg awans do pierwszej ligi niemieckiej. W 1982 roku wystąpił w przegranym 2:4 finale Pucharu RFN z Bayernem Monachium.
W 1984 roku Hintermaier został piłkarzem Eintrachtu Brunszwik. W nim zadebiutował 21 września tamtego roku w zwycięskim 5:0 spotkaniu z Eintrachtem Frankfurt. W 1985 roku spadł z Eintrachtem do drugiej ligi.
W 1986 roku Hintermaier odszedł z Eintrachtu do 1. FC Saarbrücken. W 1988 roku zakończył w jego barwach karierę piłkarską, jednak w 1992 roku wrócił do uprawiania sportu i występował z przerwami w 1. FC Nürnberg. W 1995 roku ponownie ogłosił zakończenie kariery.
| Sezon   | Klub                | Kraj    | Rozgrywki     | Mecze | Bramki |
| ------- | ------------------- | ------- | ------------- | ----- | ------ |
| 1973/74 | SK VÖEST Linz       | Austria | Bundesliga    | ?     | ?      |
| 1974/75 | SK VÖEST Linz       | Austria | Bundesliga    | ?     | ?      |
| 1975/76 | SK VÖEST Linz       | Austria | Bundesliga    | 21    | 2      |
| 1976/77 | SK VÖEST Linz       | Austria | Bundesliga    | 35    | 6      |
| 1977/78 | SK VÖEST Linz       | Austria | Bundesliga    | 35    | 8      |
| 1978/79 | SK VÖEST Linz       | Austria | Bundesliga    | 32    | 2      |
| 1979/80 | 1. FC Nürnberg      | RFN     | 2. Bundesliga | 38    | 8      |
| 1980/81 | 1. FC Nürnberg      | RFN     | Bundesliga    | 26    | 3      |
| 1981/82 | 1. FC Nürnberg      | RFN     | Bundesliga    | 30    | 4      |
| 1982/83 | 1. FC Nürnberg      | RFN     | Bundesliga    | 5     | 0      |
| 1983/84 | 1. FC Nürnberg      | RFN     | Bundesliga    | 10    | 0      |
| 1984/85 | Eintracht Brunszwik | RFN     | Bundesliga    | 28    | 1      |
| 1985/86 | Eintracht Brunszwik | RFN     | 2. Bundesliga | 35    | 2      |
| 1986/87 | 1. FC Saarbrücken   | RFN     | 2. Bundesliga | 34    | 4      |
| 1987/88 | 1. FC Saarbrücken   | RFN     | 2. Bundesliga | 17    | 1      |
| 1992/93 | 1. FC Nürnberg      | RFN     | Bundesliga    | 5     | 1      |
| 1994/95 | 1. FC Nürnberg      | RFN     | 2. Bundesliga | 14    | 0      |

## Kariera reprezentacyjna
W reprezentacji Austrii Hintermaier zadebiutował 30 sierpnia 1978 roku w wygranym 2:0 spotkaniu eliminacji do Euro 80 z Norwegią. W 1982 roku był w kadrze Austrii na Mundialu w Hiszpanii. Na tym turnieju był podstawowym zawodnikiem i zagrał w 5 meczach: z Chile (1:0), z Algierią (2:0), z RFN (0:1), z Francją (0:1) i z Irlandią Północną (2:2 i gol w 67. minucie). Od 1978 do 1982 roku rozegrał w kadrze narodowej 15 meczów i strzelił jednego gola.